# Скрытоглав жёлтый сосновый
Скрытоглав жёлтый сосновый (лат. Cryptocephalus pini) — вид листоедов (Chrysomelidae) из подсемейства скрытоглавов (Cryptocephalinae). Встречается на территории всей Европы, в особенности в её северной и центральной частях, а также в Западной Сибири.